# Gunnar Melkstam
Gunnar Melkstam, född 1942, psalmförfattare, pastor och missionssekreterare i Svenska Alliansmissionen. Han var även ledamot av sampsalmkommittén. Melkstam finns representerad i bland annat Psalmer och Sånger.

## Psalmer
- Den store läkaren är här (Psalmer och sånger nr 600) nyöversättning eller bearbetning 1986. Finns på Wikisource.
- Det är en som har dött i stället för mig
- Har du inte rum för Jesus
- Kristus är uppstånden, fröjda dig, min själ
- O, sprid det glada bud
- Om Jesu blod jag sjunga vill (Psalmer och sånger nr 611) lätt bearbetning.